# Notocitellus
Notocitellus ist eine Gattung der Echten Erdhörnchen, die in zwei Arten in Mexiko verbreitet ist.

## Merkmale
Die Arten der Gattung haben eine Kopf-Rumpf-Länge von etwa 28 bis 48 Zentimetern. Der Schwanz ist vergleichsweise lang mit einer Länge, die mehr als 75 % und in der Regel etwa 90 % der Kopf-Rumpf-Länge entspricht, diese jedoch sogar übertreffen kann. Er ist schmal und nur leicht buschig und entspricht eher dem der Baumhörnchen als dem anderer Erdhörnchen. Die Ohrlänge beträgt 14 bis 18 Millimeter, die Hinterfußlänge 38 bis 64 Millimeter. Beide Arten der Gattung haben einen schwarzgrau gesprenkelten Rücken, der sich aus der schwarz-blassschwarzen Bänderung der Rückenhaare ergibt. Das Fell ist rau im Vergleich zu dem eher weichen Fell anderer Erdhörnchengattungen. Der Körper ist lang und schlank.
Die Füße der Tiere sind lang und schmal. Die Ohren sind vergleichsweise groß, jedoch kurz und breit sowie gerundet; die Ohrmuscheln entsprechen in ihrer Form denen der Antilopenziesel (Ammospermophilus), sind jedoch größer. Wie der Schwanz haben sich diese von anderen Erdhörnchen verschiedenen Ohren auch konvergent bei anderen baumlebenden Hörnchen entwickelt, was als Anpassung an diese Lebensweise betrachtet wird. Innerhalb der ehemaligen Ziesel teilen sie dieses Merkmal zudem mit der Gattung Otospermophilus, wodurch diese beiden Gattungen teilweise als nahe verwandt angesehen wurden. Anders als alle anderen Arten der Marmotini besitzen die Notocitellus-Arten nur drei Paar Zitzen statt der üblichen vier bis sechs Paare.

## Verbreitung

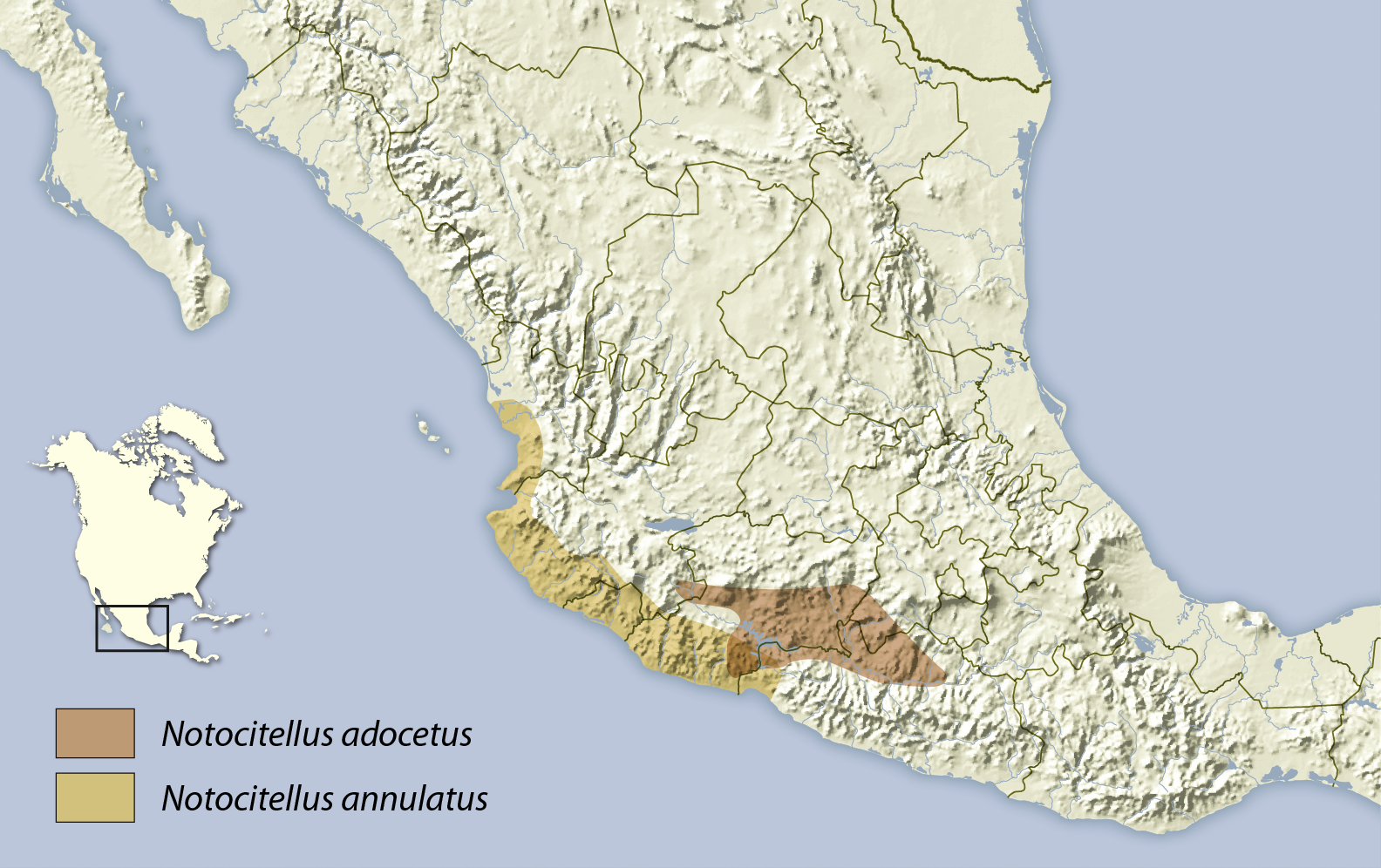
Verbreitung der beiden Notocitellus-Arten in Mexiko

Die Gattung Notocitellus ist endemisch im westlichen und zentralen Mexiko verbreitet, wo sie in zwei Arten vorkommt. Deren Verbreitungsgebiete sind weitgehend getrennt und überlappen sich nur marginal im nördlichen Guerrero. Dabei reicht das Verbreitungsgebiet des Tropischen Ziesels vom östlichen Jalisco und Michoacán bis in das nördliche Guerrero. Der Ringelschwanzziesel lebt im Flachland vom südlichen Nayarit bis in das nordwestliche Guerrero.

## Lebensweise
Die beiden Arten der Gattung leben in unterschiedlichen Lebensräumen und Habitaten, die jeweils relativ einzigartig unter den Arten der Tribus Marmotini sind. So lebt das Tropische Ziesel in Buschlandsteppen des Hochlands im Becken von Mexiko in bis zu 3000 Metern Höhe, etwa in Mesquitewäldern mit Säulenkakteen, sowie in tropischen Laubwäldern. Der Ringelschwanzziesel lebt dagegen in den tropischen und feuchten Laubwäldern des Flachlands der Pazifikküste. Beide Arten ernähren sich omnivor, ihre Nahrung besteht jedoch vor allem aus Früchten, Samen und anderen Pflanzenteilen. Im Vergleich zu anderen Marmotini sind sie deutlich stärker an das Baumleben angepasst und klettern zur Nahrungssuche in Bäume und Gebüsche.

## Systematik
Notocitellus ist eine Gattung der Hörnchen, wo sie den Erdhörnchen (Xerinae) und darin den Echten Erdhörnchen (Xerini) zugeordnet werden. Die wissenschaftliche Erstbeschreibung erfolgte durch Arthur Holmes Howell im Jahr 1938. Danach wurden die Arten gemeinsam mit weiteren heute als Gattungen betrachteten Taxa den Zieseln (Gattung Spermophilus) zugeordnet und als Untergattung behandelt.
In einer molekularbiologischen Untersuchung wurde Notocitellus 2004 als monophyletische Gruppe bestätigt und als Schwestergruppe der Antilopenziesel (Ammospermophilus) identifiziert. und auf Gattungsebene neu beschrieben. Das mit diesen gemeinsam gebildete Taxon steht den gesamten restlichen Marmotini als Schwestergruppe gegenüber.
Man unterscheidet zwei Arten der Gattung:
- Tropischer Ziesel (Notocitellus adocetus, (Merriam, 1903)), Zentral-Mexiko
- Ringelschwanzziesel (Notocitellus annulatus, (Audubon & Bachman, 1842)), Zentral-Mexiko

Der Name Notocitellus leitet sich von dem griechischen Wort noto für „Rücken“ und dem lateinischen citellus für „schwarz“ ab, bedeutet übersetzt also etwa „Schwarzrücken“.

## Gefährdung und Schutz
Beide Arten der Gattung werden von der International Union for Conservation of Nature and Natural Resources (IUCN) aufgrund ihres vergleichsweise großen Verbreitungsgebietes als nicht gefährdet („least concern“) eingeordnet.

## Belege
1. 1 2 3 4 5 6  Kristofer M. Helgen, F. Russell Cole, Lauren E. Helgen & Don E. Wilson: Generic revision in the Holarctic ground squirrel genus Spermophilus. Journal of Mammalogy, 90, Seiten 270–305, 2009
2. 1 2 3  Matthew D. Herron, Todd A. Castoe, Christopher L. Parkinson: Sciurid phylogeny and the paraphyly of holarctic ground squirrels (Spermophilus). Molecular Phylogenetics and Evolution 31, 2004; S. 1015–1030. (doi:10.1016/j.ympev.2003.09.015, Volltext, PMID 15120398)
3. ↑  Richard W. Thorington Jr., John L. Koprowski, Michael A. Steele: Squirrels of the World. Johns Hopkins University Press, Baltimore MD 2012; S. 291–292. ISBN 978-1-4214-0469-1
4. ↑  Notocitellus adocetus in der Roten Liste gefährdeter Arten der IUCN 2014.3. Eingestellt von: P.C. de Grammont, A. Cuarón, 2008. Abgerufen am 24. April 2015., Notocitellus annulatus in der Roten Liste gefährdeter Arten der IUCN 2014.3. Eingestellt von: S.T. Álvarez-Castañeda,I. Castro-Arellano, T. Lacher, E. Vázquez, 2008. Abgerufen am 24. April 2015.